# Contea di Butler (Alabama)
La contea di Butler, in inglese Butler County, è una contea dello Stato dell'Alabama, negli Stati Uniti. La popolazione al censimento del 2010 era di 20 947 abitanti. Il capoluogo di contea è Greenville.

## Geografia fisica
La contea si trova nell'area centro-meridionale dell'Alabama. Lo United States Census Bureau certifica che l'estensione della contea è di 2 015 km², di cui 3 km² di acque interne. Rientra nella pianura costiera orientale del golfo. Sebbene non vi siano grandi corsi d'acqua che attraversano la contea, diversi attraversano l'area. Lo Wolf Creek, un affluente del fiume Alabama, attraversa l'angolo nord-occidentale della contea, mentre Panther, Persimmon e Pigeon Creeks, tutti affluenti del fiume Conecuh, attraversano la parte meridionale della contea.

### Contee confinanti
- Contea di Lowndes - nord
- Contea di Crenshaw - est
- Contea di Covington - sud
- Contea di Conecuh - sud-ovest
- Contea di Monroe - ovest
- Contea di Wilcox - nord-ovest

## Storia
La contea di Butler fu creata da un atto della Legislatura dell'Alabama il 13 dicembre 1819. Formata da alcune porzioni delle contee di Conecuh e Monroe, prende il nome dal miliziano William Butler, un veterano della guerra Creek del 1813-14. I primi coloni giunsero nella contea attraverso la Federal Road dalla Georgia e dalla Carolina del Nord e del Sud dopo che i Creek furono sconfitti durante la guerra. Minacciato da un insediamento bianco, un gruppo bellico Creek attaccò e uccise due famiglie nel marzo del 1818 in quello che divenne noto come il massacro di Ogly.
Diversi giorni dopo, Butler e molti altri uomini furono attaccati e uccisi dal capo Creek Savannah Jack e dalla sua banda di guerrieri mentre viaggiavano tra Fort Dale e Fort Bibb, a ovest di Greenville. Dopo il trattato di Fort Jackson, i Creek furono costretti a spostarsi a ovest del fiume Coosa e altri coloni si riversarono nella contea. Durante la prima metà del diciannovesimo secolo, la contea di Butler era conosciuta come la "Saratoga del Sud Alabama", dalla famosa città termale di Saratoga Springs, celebre per le sue acque minerali; molti ospiti soggiornavano al Butler Springs Hotel di Butler Springs.

## Monumenti e luoghi d'interesse

### Aree naturali
La foresta nazionale di Conecuh si trova in gran parte all'interno della contea di Butler, sul suo confine meridionale; offre attività legate alla pesca e alle escursioni. Stessi servizi offerti dalla Butler County Wildlife Management Area, situata a nord-ovest di Georgiana. Lo Sherling Lake di Greenville offre invece attività legate alla navigazione e alla pesca.

## Società

### Evoluzione demografica
Abitanti censiti (migliaia)

Grafico delle fasce di età in base al censimento del 2000

Secondo il censimento del 2010 la composizione etnica della città è 54.4% bianchi, 43.4% neri, 0.3% nativi americani, 0.8% asiatici, 0.2% di altre razze, e 0.8% di due o più etnie. Lo 0.9% della popolazione è ispanica.

## Cultura

### Istruzione
Il sistema scolastico della contea di Butler impiega attualmente circa 240 insegnanti e amministratori che guidano più di 3.664 studenti in otto scuole.

## Comuni[8]
- Georgiana - town
- Greenville (capoluogo) - city
- McKenzie - town

## Economia
Prima della guerra civile, la coltivazione del cotone era la principale occupazione nella contea di Butler. Durante il 1850 furono costruite le linee lungo l'Ohio and Mobile Railroad, rendendo la contea un importante centro commerciale. Greenville, l'attuale capoluogo della contea, era una città ferroviaria e divenne il centro del commercio tra Montgomery e il sud dell'Alabama. Durante la fine del diciannovesimo secolo, la costruzione della Louisville & Nashville Railroad attraverso Greenville contribuì ulteriormente al successo della città. Al volgere del secolo, la Gulf Red Cedar Company and Factory di Greenville divenne un'importante impresa manifatturiera di benna.

### Occupazione
La forza lavoro nella odierna contea di Butler è divisa tra le seguenti categorie professionali:
- Produzione (26,9%)
- Servizi educativi, assistenza sanitaria e assistenza sociale (17,2%)
- Commercio al dettaglio (11,6%)
- Arte, intrattenimento, attività ricreative, alloggio e servizi di ristorazione (8,7%)
- Pubblica amministrazione (6,9%)
- Costruzione (5,5%)
- Finanza, assicurazione, immobiliare, noleggio e leasing (4,6%)
- Servizi professionali, scientifici, di gestione, amministrativi e di gestione dei rifiuti (4,6%)
- Trasporto e magazzinaggio e utilità (4,5%)
- Agricoltura, silvicoltura, pesca, caccia ed estrattiva (4,2%)
- Commercio all'ingrosso (2,2%)
- Altri servizi, ad eccezione della pubblica amministrazione (2,1%)
- Informazioni (1,1%)

## Infrastrutture e trasporti

### Principali strade ed autostrade
Le principali vie di trasporto della contea sono:
- Interstate 65
- U.S. Highway 31
- State Route 10